# Stanisław Paździor
Stanisław Paździor (ur. 24 kwietnia 1946 w Bełżycach, zm. 9 lub 10 sierpnia 2015 w Sokołowie Podlaskim) – polski duchowny katolicki, teolog i kanonista, profesor nauk prawnych, nauczyciel akademicki KUL.

## Życiorys
W 1970 ukończył studia teologiczne na Katolickim Uniwersytecie Lubelskim. W 1979 uzyskał na tej uczelni stopień naukowy doktora prawa kanonicznego. W 1999 otrzymał w KUL stopień doktora habilitowanego nauk prawnych i objął stanowisko kierownika Katedry Kościelnego Prawa Małżeńskiego i Rodzinnego. W 2001 powołany przez Senat KUL na stanowisko profesora nadzwyczajnego Katolickiego Uniwersytetu Lubelskiego. Prowadził zajęcia dydaktyczne na Wydziale Prawa, Prawa kanonicznego i Administracji, Wydziale Teologii oraz na Wydziale Zamiejscowym Nauk Prawnych i Ekonomicznych w Tomaszowie Lubelskim. W 2007 uzyskał tytuł naukowy profesora nauk prawnych.
Autor licznych artykułów, haseł do Encyklopedii Katolickiej oraz monografii Przyczyny psychiczne niezdolności osoby do zawarcia małżeństwa w świetle kan. 1095, Lublin 1999.